# Гуадаортуна
Гуадаортуна (ісп. Guadahortuna) — муніципалітет в Іспанії, у складі автономної спільноти Андалусія, у провінції Гранада. Населення — 1999 осіб (2010).
Муніципалітет розташований на відстані близько 320 км на південь від Мадрида, 46 км на північ від Гранади.

## Демографія
Динаміка населення (INE ):

## Галерея зображень

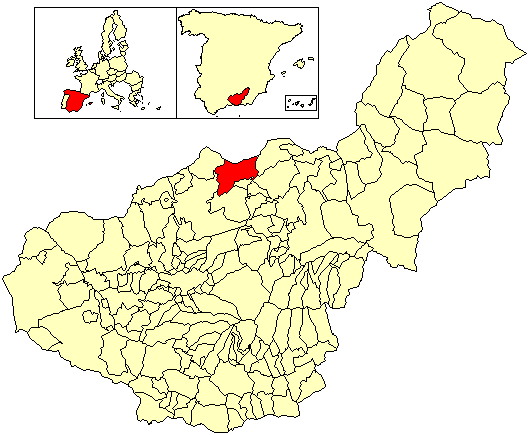
Розташування муніципалітету у провінції Гранада